# Mr. Griffin Goes to Washington
Mr. Griffin Goes to Washington (с англ. — «Мистер Гриффин отправляется в Вашингтон») — третья серия третьего сезона мультсериала «Гриффины». Премьерный показ состоялся 25 июля 2001 года на канале FOX. В России премьерный показ состоялся 31 июля 2002 года на канале Рен-ТВ.

## Сюжет
Питер находится на грани увольнения с работы (за то, что вместо работы поехал с семьёй на бейсбольный матч), но табачная компания El Dorado Cigarette Company выкупает у Мистера Вида Фабрику игрушек и Питера оставляют на должности.
Сигаретная компания немедленно начинает выпуск игрушек, пропагандирующих курение. Лоис и остальные жители Куахога просят Питера повлиять на руководство своей фирмы, объяснив им непозволительность такого поступка, но когда Питер приходит к начальству с таким заявлением, его немедленно делают директором фабрики, чтобы он успокоился и забыл о своих требованиях. Питер действительно сразу «забывает» о вреде курения и начинает усердно трудиться во благо новых хозяев.
Брайан даёт обещание бросить курить.
На собрании директоров El Dorado решают, что «чтобы договориться с идиотами из Конгресса, нужно послать к ним такого же идиота» (the only way to communicate with the idiots in Congress is to send someone just as dumb). В итоге в Вашингтон вести переговоры посылают Питера, который не осознаёт, что именно ему выпала роль того самого «идиота».
На Капитолийском холме Питер быстро добивается симпатий обеих партий, пригласив сенаторов в стриптиз-клуб, где один из них случайно убивает стриптизёршу.
Тем временем в Куахоге Лоис застаёт Стьюи курящим. Разозлившись на табачные компании, она берёт с собой малыша и едет за Питером в Вашингтон, чтобы присутствовать на его речи в Конгрессе.
Питер «на короткой ноге» с конгрессменами и уже готовится произнести речь в поддержку табачных компаний, но внезапно он слышит кашель Стьюи, сидящего с Лоис в зале, и это вынуждает его резко поменять полярность своей речи. Он призывает Конгресс отказать El Dorado в её претензиях. Конгресс поддерживает предложение и штрафует табачную компанию на сто миллионов долларов, что делает корпорацию банкротом.
Эпизод заканчивается предупреждением от актёров мультсериала, что «убивать стриптизёрш — рискованно» (risks of killing strippers).

## Создание
Автор сценария: Рики Блитт
Режиссёр: Брайан Хоган
Приглашённые знаменитости: Алисса Милано (камео), Джек Шелдон (в роли Билла), Карлос Алазраки (в роли начальника Питера, мистера Вида), Гэри Коул, Луиза ДюАрт, Оливия Хэк, Мередит Скотт Линн и Брайан Дойль-Мюррей